# Східний Велосипедний Шлях Green Velo

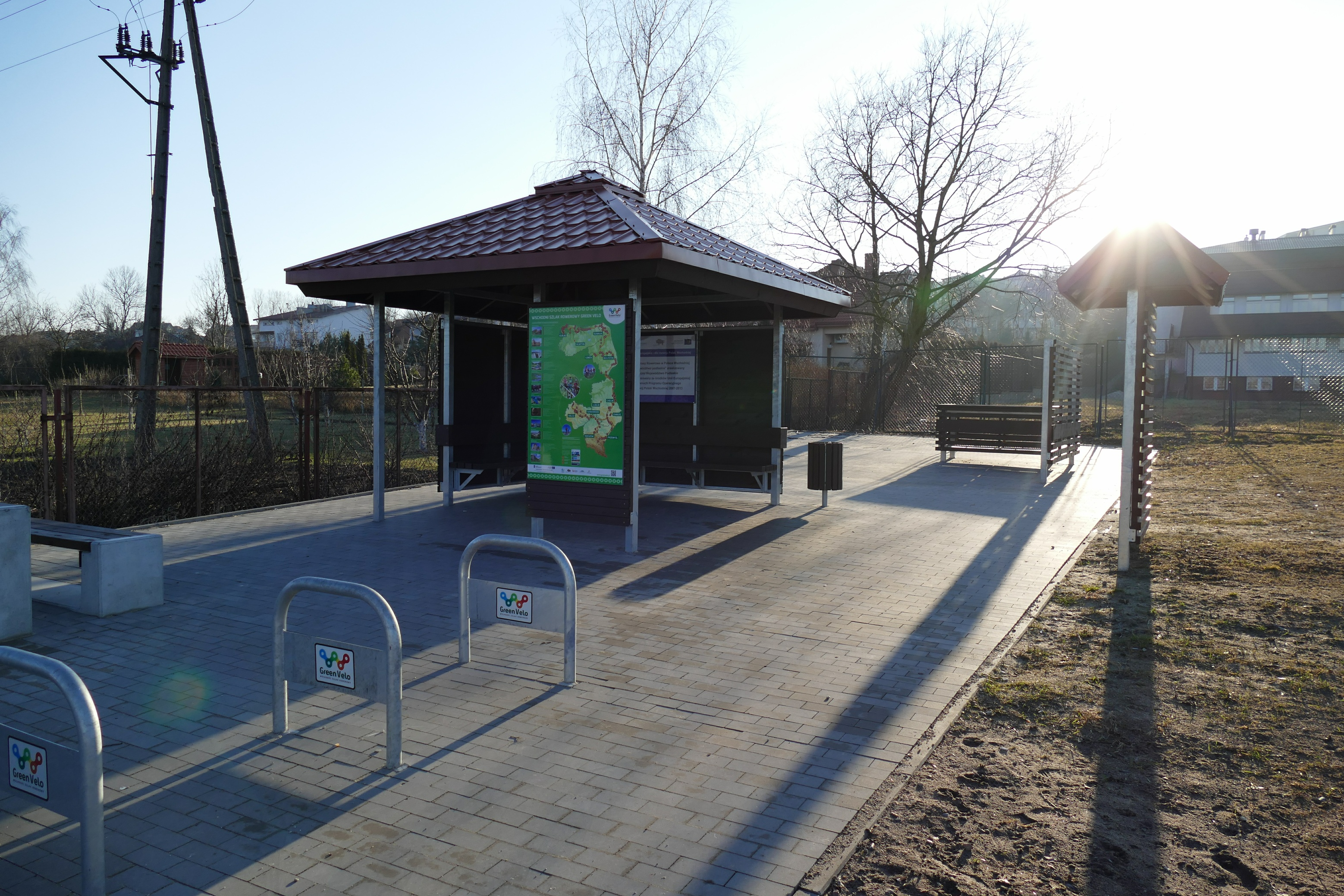
Місце обслуговування велосипедистів у Ломжі

Східний Велосипедний Шлях Green Velo − велосипедний шлях, що проходить через п’ять воєводств у східній Польщі, а саме воєводство люблінське, підляське, підкарпатське, свентокшиське та вармінсько-мазурське.

## Опис шляху
Траса шляху пробігає через п’ять народних парків. Чотири парки знаходяться у воєводстві підляським, а саме Вігерський національний парк, Бєбжанський національний парк, Нарвянський національний парк також Біловезький національний парк, тоді як у воєводстві люблінським на трасі розташований Розточанський національний парк.
Головна траса та локальні з’єднуючі відрізки мають загальну довжину 2071 км. Це найдовший велосипедний шлях у Польщі. Вздовж шляху збудовано 228 місць обслуговування велосипедистів (пол. miejsce obsługi rowerzystów (MOR)). Green Velo об’єднує місцевості та об’єкти з великим природничим, культурним та історичним значенням.

## Нагороди
Східний Велосипедний Шлях Green Velo 2014 року зайняв друге місце у конкурсі журналістів Dziennikarzy i MT Polska за найоригінальніший і найпрофесійніший стенд "HOMO TURISTICUS" під час XII Міжнародного Туристичного Ярмарку TT Warsaw. У 2015 році стенд Східного Велосипедного Шляху здобув нагороду під час XX Ярмарку Туризму та Відпочинку LATO 2015. В тому ж році рекламний стенд Green Velo отримав нагороду за найактивніший стенд під час ярмарку GLOBalnie у м. Катовиці.
З рекламною метою Східного Велосипедного Шляху Green Velo відзнято відеоматеріал. Команда, що знімала рекламний відеоматеріал про Green Velo, була двічі нагороджена під час фестивалю Film AT–Film Art & Tourism Festiwal у Варшаві 2015 року.
Рекламна компанія Східного Велосипедного Шляху Green Velo, на котру виділено 25 млн злотих, була нагороджена медаллю та дипломом MERCURIUS GEDANENSIS журі Фестивалю туризму та дозвілля у Гданську.

## Вказівники Green Velo

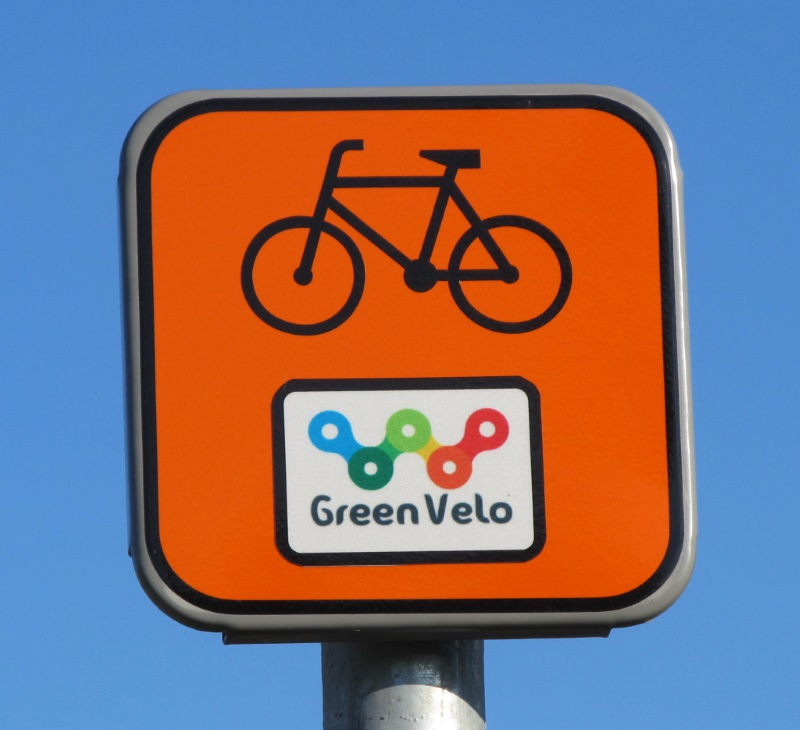
Дорожний вказівник на шляху Green Velo
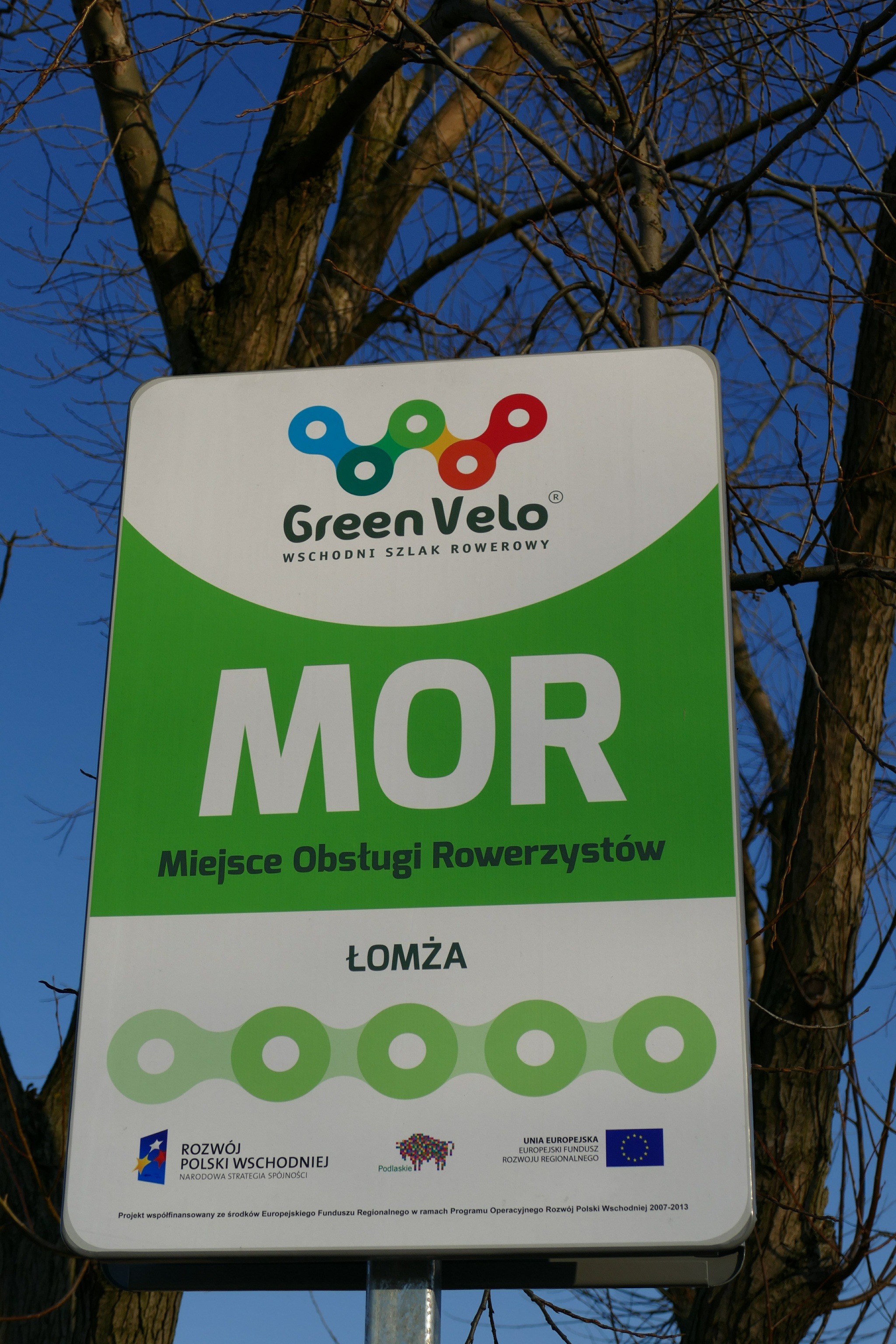
Позначка місця обслуговування велосипедистів у Ломжі
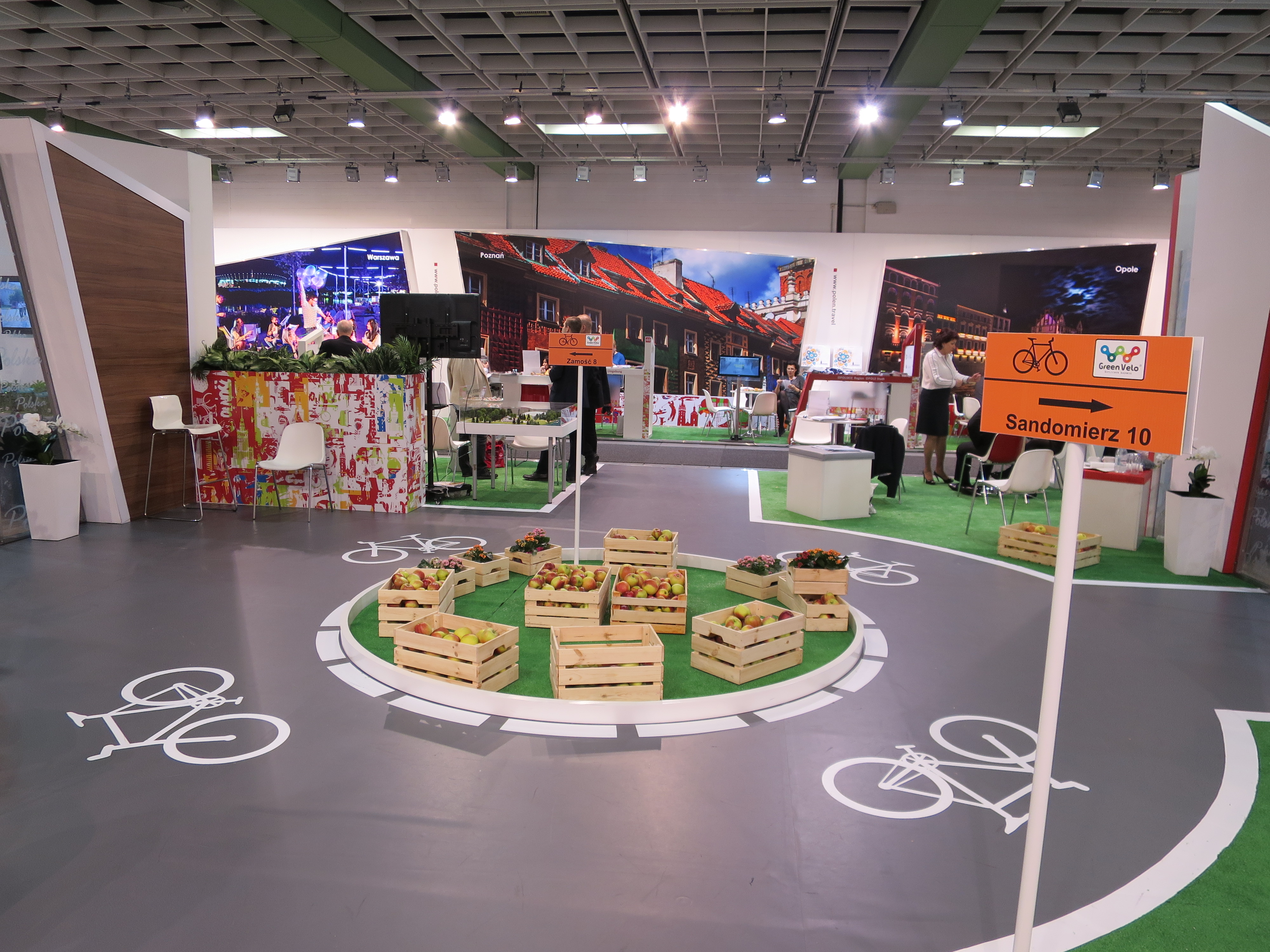
Стенд Green Velo на виставці ITB Berlin 2017